# Glyptapanteles
Glyptapanteles là một chi ong bắp cày trong họ Braconidae. Chúng sống ký sinh trên những con sâu bướm, biến chúng thành vật chủ theo ý của mình. 

## Đặc điểm
Những ấu trùng ong sẽ điều khiển hoạt động của sâu bướm, biến chúng thành những vệ sĩ bảo bọc cho mình. Ấu trùng ong Glyptapanteles sau khi xâm nhập được vào cơ thể sâu bướm sẽ biến vật chủ thành những xác sống biết leo cây, hành động mất kiểm soát. Sau khi leo đến ngọn cây, sâu bướm sẽ chết, cơ thể bị hóa lỏng. Từ đây, những ấu trùng ong bắp cày lại có cơ hội được phát tán ra bên ngoài, đi tìm nạn nhân tiếp theo.

## Các loài
- Glyptapanteles aucklandensis
- Glyptapanteles antsirabensis (Granger, 1949)
- Glyptapanteles chidra Rousse & Gupta, 2013 [1]
- Glyptapanteles demeter (Wilkinson)
- Glyptapanteles ficus (Granger, 1949)
- Glyptapanteles flavicoxis (Marsh)
- Glyptapanteles glyptapanteles (Wilkinson)
- Glyptapanteles indiensis
- Glyptapanteles liparidis
- Glyptapanteles militaris (Walsh)
- Glyptapanteles porthetriae (Muesebeck)
- Glyptapanteles phytometrae (Wilkinson)
- Glyptapanteles subandinus (Blanchard, 1947)
- Glyptapanteles websteri